# Греко-турецький обмін населенням 1923

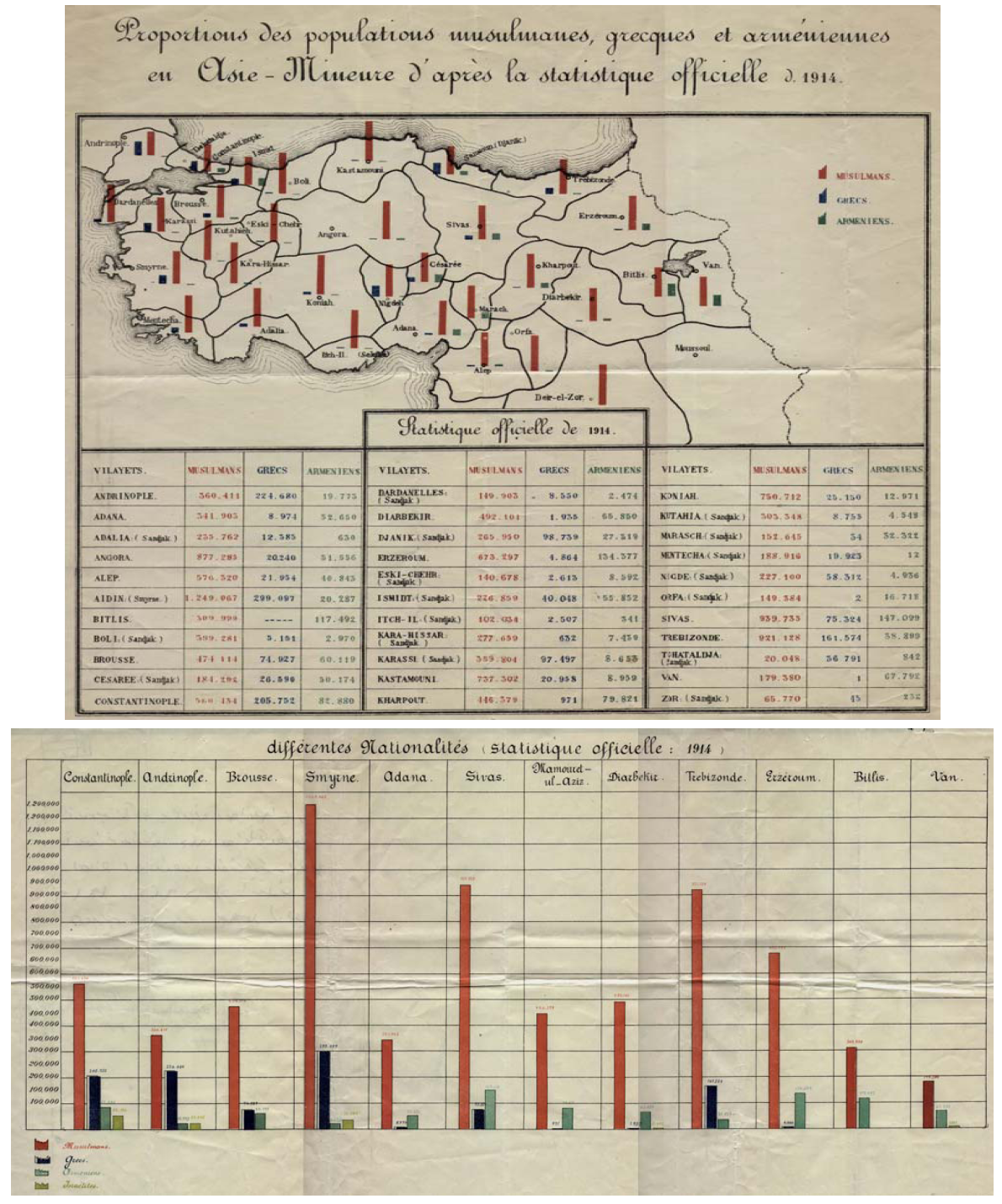
Населення Османської імперії в 1914 р.: загальна чисельність — 20 975 345,
у тому числі греків — 1 792 206 осіб

Греко-турецький обмін населенням 1923 р. є першим масштабним узгодженим взаємообміном населенням у XX столітті, в результаті якого близько 2 мільйонів осіб примусово зробили біженцями та змусили залишити землі, що були їхньою батьківщиною протягом століть та навіть тисячоліть, як у випадку греків.
Конвенція про обмін грецького та турецького народів була підписана в Лозанні 30 січня 1923 року між урядами Грецького королівства та Туреччини в ході Лозаннської конференції 1922—1923 років за наполяганням Елефтеріоса Венізелоса і Кемаля Ататюрка
. Обмін відбувся між православними турецькими громадянами та громадянами Греції мусульманського віросповідання.

## Переселення
Грецький керівник Елефтеріос Венізелос прагнув повернути Грецькому королівству велич Візантійської імперії, однак він переоцінив сили Греції та недооцінив сили супротивника, який не бажав поступатись. За Лозаннським мирним договором після поразки Грецького королівства в Греко-турецькій війні 1919—1922 років вона втратила право на округ Ізмір (Смірна) та Східну Фракію. Це прирекло християнське населення округу (яке становило 71 % населення довоєнного Ізміру) на винищення турецькими військами, які влаштовували пожежі у вірменському та грецькому секторах міста. Незабаром основну масу греків було евакуйовано до Афін, багато виїхало до Америки та Австралії.
Проте обмін є лише частиною ланцюга подій, які греки в цілому називають Малоазійською катастрофою. Значні переміщення біженців та переміщення населення вже сталися після Балканських воєн, Першої світової війни та Греко-турецької війни 1919—1922 років. До них належать обмін та вигнання близько 500 000 турків з Греції та близько 1 500 000 греків з Малої Азії, Анатолії та Східної Фракії.
За підписаною Конвенцією майже всі православні греки (греко- або туркомовні) у Малій Азії, в тому числі Середньої Анатолії (караманліди — жителі Караману та Каппадокії), Іонії (міста Смірна та Айвалик), Понтійської області (наприклад, міста Трапезунд, Самсун), регіону Віфінія (міста Нікомедія, Кадикей), Східної Фракії та в інших регіонах, були вислані з турецької території. Таких нараховувалося близько півмільйона осіб. Ще мільйон греків було виселено вже в ході «чищення» з боку турецьких збройних сил, перш ніж договір був підписаний. При цьому близько 500 тис. осіб були вигнані з Греції, в основному турки, але в тому числі й інші мусульмани: роми, помаки, мусульмани албанці та мегленорумуни.
Завдяки цьому Солунь — стародавнє античне місто, яке втратило до початку XVI століття свою грецьку більшість, було фактично рееллінізоване. Також ці події значною мірою позначились на Криті, який став суто грецьким та християнським. При цьому такі турецькі міста, як Едірне, Ізмір залишились без своїх християнських мешканців. Греко- та туркомовні мусульмани острову були виселені з Королівства Греція до Анатолії, проте деякі критяни тікали до Сирії, Лівану та Єгипетського королівства. Багато з них донині вважають себе етнічними греками, і навпаки — греки Малої Азії, що пізніше прибули на Крит, зберігають свою самобутність: діалект, звичаї та кухню.

## Наслідки
Турки та інші мусульмани Західної Фракії, а також греки зі Стамбула та островів Егейського моря — Імброс та Тенедос, були звільнені від необхідності переселення. Проте через низку дискримінаційних заходів, що їх провадив уряд Турецької республіки (зокрема, парламентський закон 1932, який заборонив грекам займатися визначеним переліком професій: від кравця та тесляра до медика та правника — всього близько 30 професій), грецьке населення Стамбула значно скоротилося, про що свідчить демографічна статистика.
Податок на приріст капіталу (тур. Varlık Vergisi), введений у 1942 році, який мали сплачувати всі немусульмани в Туреччині, був потужним ударом по фінансовому добробуту грецьких підприємців у Туреччині. Крім того, акти насильства, на кшталт Стамбульського погрому 1955 року, спрямовані проти етнічної грецької громади в значній мірі прискорили еміграцію греків. Так чисельність грецької меншини скоротилась із 200 000 у 1924 році до трохи більше 2 500 у 2006 році.
Тож у результаті переселення постраждали тисячі громадян. Проте очільники урядів обох держав, як Королівства Греція, так і Туреччини, так само як і більшість міжнародних оглядачів бачили результат етнічної гомогенізації своїх держав, як позитивний і стабілізуючий, оскільки вона сприяла зміцненню національної державної природи обох держав.